# 微纹樱蛤
微纹樱蛤（学名：Tellina tenuilamellata），是帘蛤目樱蛤科Tellina属的一种。主要分布于台湾，常栖息在浅海沙底。